# Francetova jama

Lega kraja v Atlasu okolja

Francetova jama je jama v Mali gori pod Seljanom. Globoka je 5 metrov. Na dnu je podorno skalovje, ob strani med kamenjem pa se odpira navpična votlina, komaj dovolj velika za vhod. Konča se v poševnem lijaku, na dnu katerega je grušč. Lijak se razširi v dvoranico 3 do 4 m visoko, katere dno predstavlja na južni strani pod lijakom vršaj. V jami so suhe ponvice, dva večja kamenja sigaste tvorbe in sigaste zavese. Vanjo proseva malo svetlobe. 
Poleg jame so zgradili prvo jamarsko kočo. Mišljena je bila kot zatočišče v gozdu, da bi lažje raziskovali druge jame. Samo ime je dobila po jamarju Francetu Škrabcu. 